# A Picture of a Picture
A Picture of a Picture is een studioalbum van Aidan Baker samen met This Quiet Army. This Quiet Army bestaat slechts uit één man: Eric Quach. Zowel Baker als Quach speelt ambient-muziek van het lichte spectrum tot de zware industrial-tak. A Picture of a Picture bevat een mengeling van allerlei ambient, waarbij de kleuring dan weer licht en dan weer donker is; extreme uitingen komen echter niet voor. Het was de tweede samenwerking van de heren, ze hadden eerder een ep Orange uitgebracht in een oplage van 200 exemplaren, die binnen mum was uitverkocht. A Picture is gezamenlijk opgenomen in 2007 en is voor het overgrote deel live (direct op tape of pc) ingespeeld, later is er nog een beetje aan gesleuteld. Eindverantwoordelijk was Quach uit Montreal. Baker zal het te druk hebben gehad met andere werkzaamheden (in 2009 waren er zes albums van hem). Het album is op 29 juni 2010 uitverkocht bij platenlabel Killer Pimp; het is nog wel op iTunes de benaderen.

## Musici
- Aidan Baker, Eric Quach – gitaar

## Tracklist
| Nr. | Titel                | Duur  |
| --- | -------------------- | ----- |
| 1.  | Imagistic continuity | 12:00 |
| 2.  | Loss of perspective  | 13:09 |
| 3.  | Negative space       | 13:56 |
| 4.  | Horizon line         | 20:48 |